# Matrice de billes
Pour les articles homonymes, voir BGA.

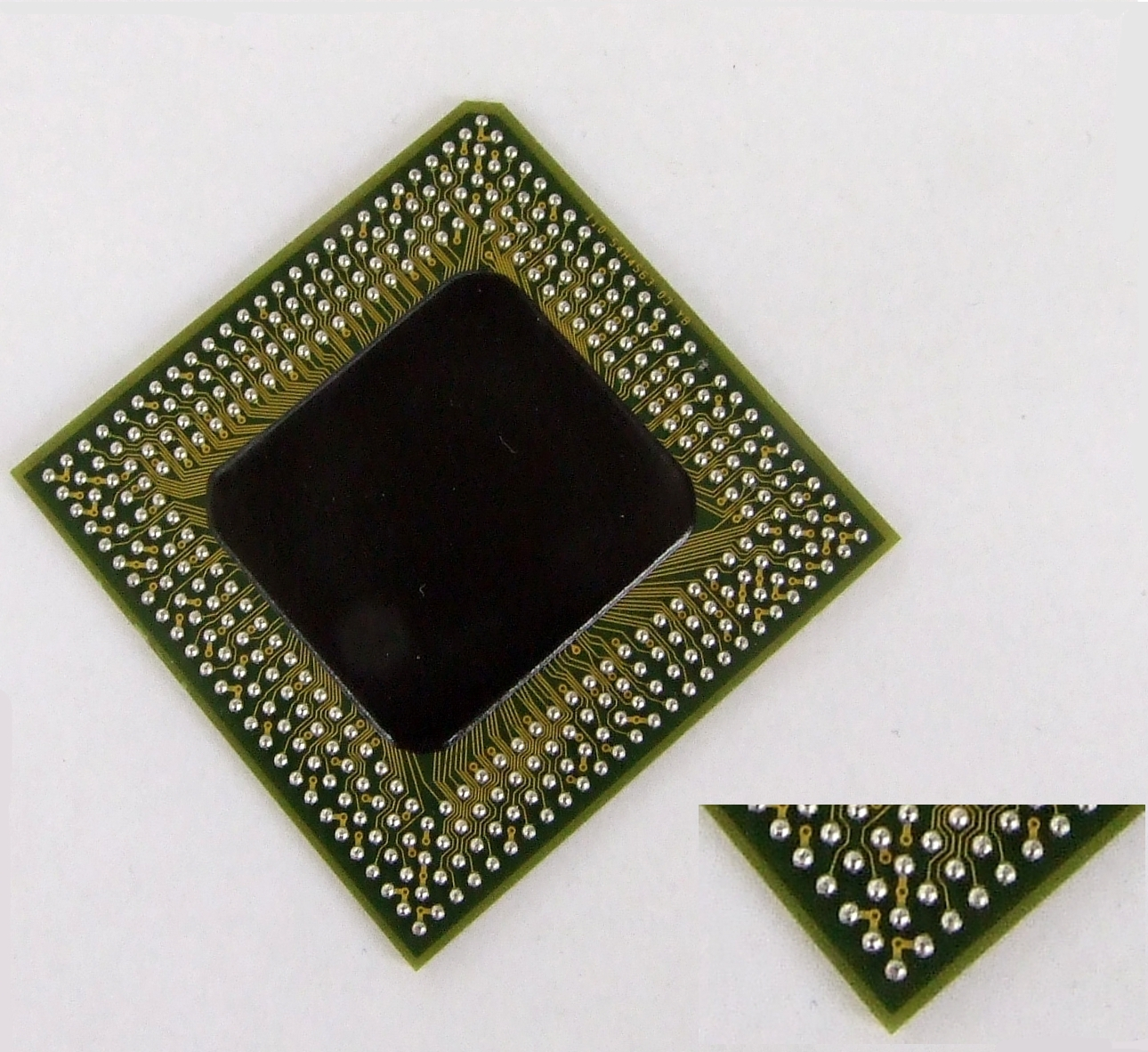
Un Cyrix MediaGX à BGA.

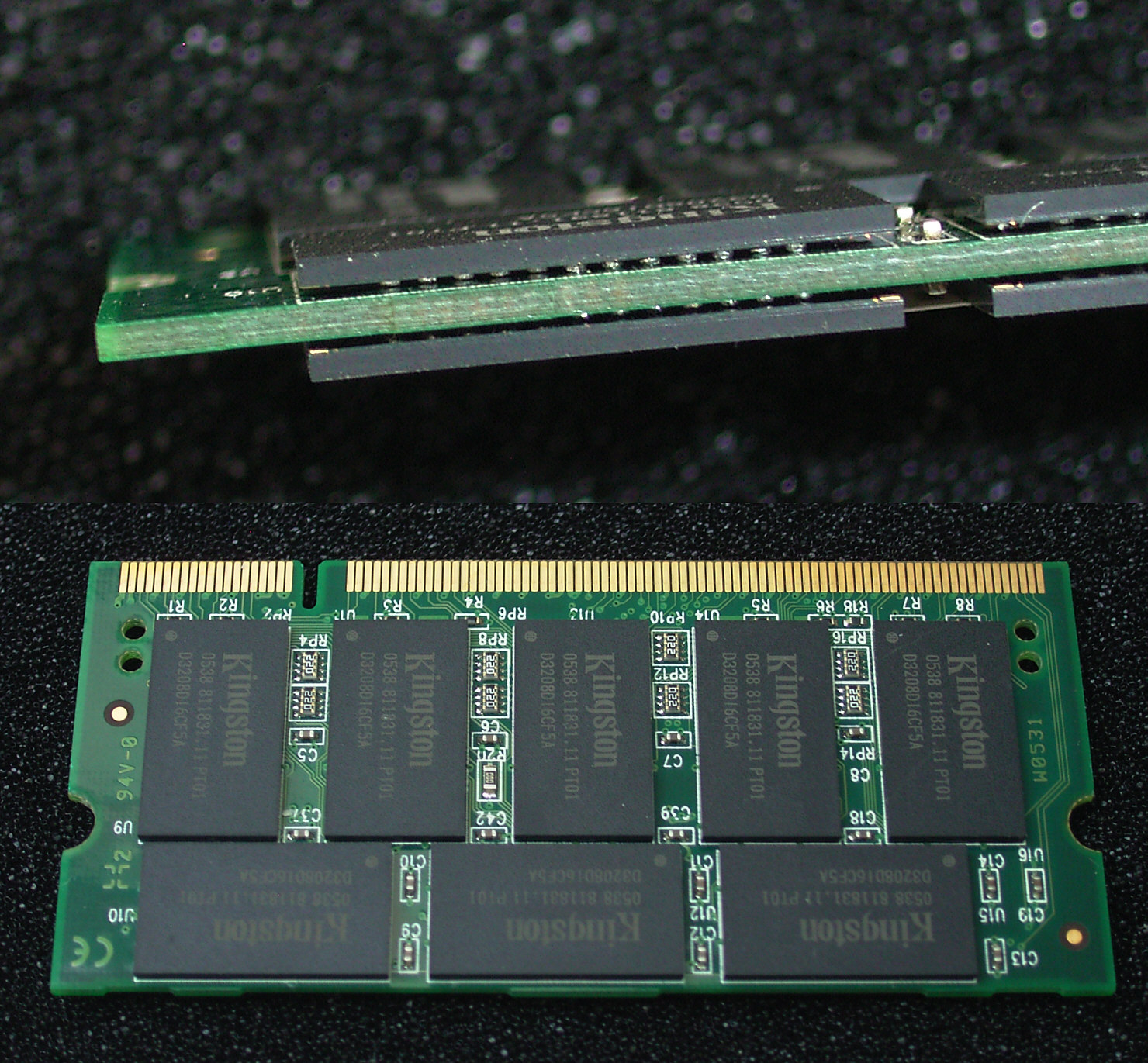
Des puces mémoire à BGA soudées au circuit imprimé

La matrice de billes (en anglais ball grid array ou BGA) est un type de boîtier de circuit intégré, destiné à être soudé sur un circuit imprimé.

## Principe
Un boîtier BGA est composé d'une matrice de billes de soudures. Ces billes sont soudées sur un circuit imprimé possédant des plages d'accueil d'un diamètre adéquat. Il existe également des connecteurs qui permettent d'établir une liaison électrique entre un circuit intégré BGA et un circuit imprimé. Le pas entre billes est généralement de l'ordre du mm, il peut descendre à quelques dixièmes de mm pour les composants CSP (en) (chip scale package, traduisible par boîtier à l'échelle d'un die).

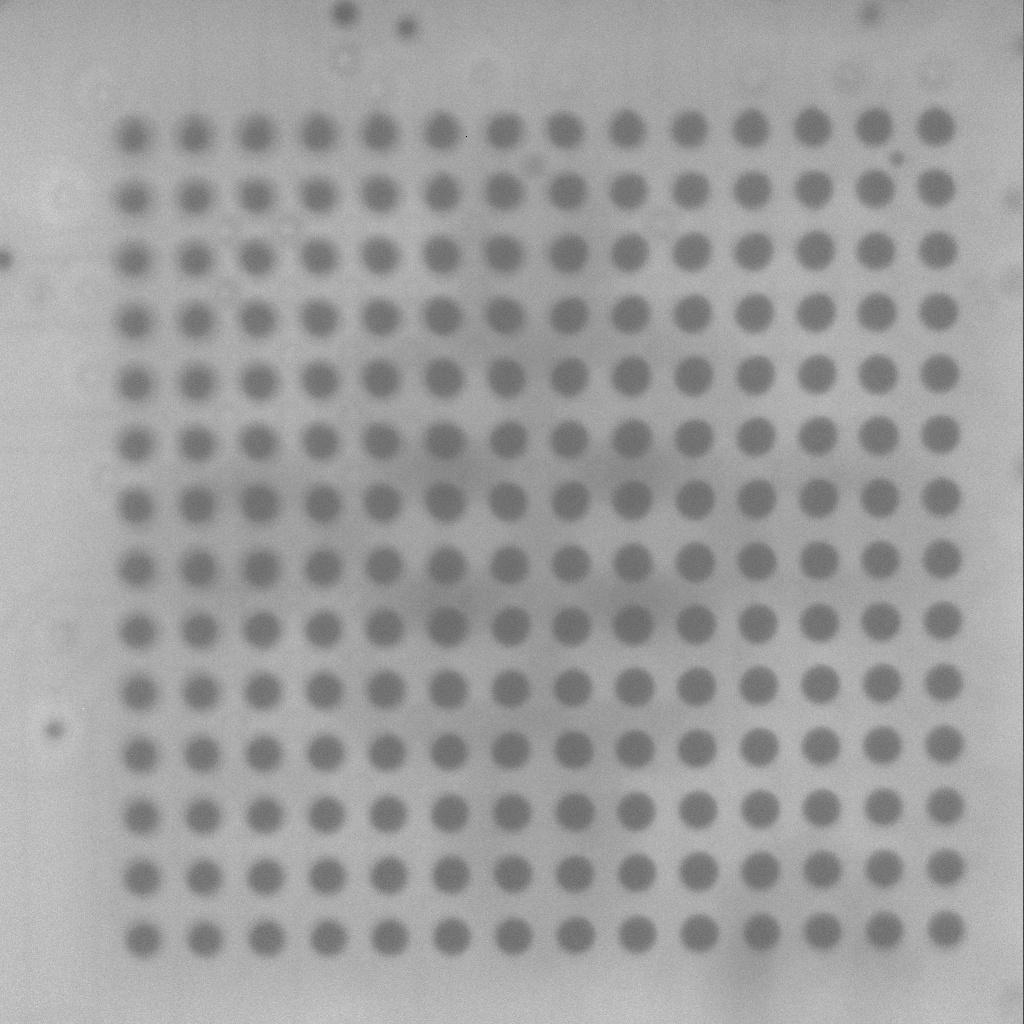
scan d'un BGA aux rayons X

Le boîtier BGA a l'avantage d'être compact et de haute densité, le pas entre billes pouvant atteindre quelques dixièmes de mm, il a une bonne jonction thermique avec le PCB, et de meilleures caractéristiques électriques qu'un composant à pattes (inductance, capacité parasites). Ses inconvénients sont essentiellement mécaniques : sa forte rigidité le rend sensible notamment aux différences de température (dilatation du circuit intégré et du PCB). Les boîtiers CGA ont été conçus pour pallier ce problème des BGA. Un BGA nécessite également des machines spécifiques pour le montage (machine de pose, four) et la vérification du brasage (rayons X, contrôle optique). Le montage de BGA est une étape très délicate, dépendante de plusieurs contraintes (précision du placement, nature de la pâte à braser, profil du four, présence d'humidité ou d'impuretés pouvant faire exploser les billes lors de la chauffe, etc.). Enfin du point de vue de l'accessibilité, il est naturellement très difficile de faire des retouches sur les soudures d'un boîtier BGA, ce qui rend l'étape de prototypage délicate.
Un boîtier BGA peut être dessoudé d'un circuit imprimé. Il nécessite alors une opération de rebillage pour pouvoir être à nouveau assemblé. Des machines à reprise de BGA permettent, avec des buses d'air chaud spécifiques au boîtier, ou un laser, de chauffer localement le boîtier pour le souder/dessouder.

## Variantes
Il existe un certain nombre de variantes de noms souvent spécifiques à un ou plusieurs fabricants : micro-matrice de billes (µBGA), fine pitch BGA (FBGA), thin BGA, ceramic BGA, etc. Des normes telles que celles éditées par la JEDEC permettent cependant d'uniformiser les noms et les datasheets.